# 114a Brigada Mixta (Exèrcit Popular de la República)
La 114a Brigada Mixta va ser una unitat de l'Exèrcit Popular de la República que va participar en la guerra civil espanyola. Durant la contesa va estar desplegada als fronts d'Extemadura i Aragó, prenent part en diverses accions.

## Historial
La unitat va ser creada el març de 1937 a partir de reclutes procedents de les cinquenes de 1932, 1933, 1934, 1935 i 1936. Durant la seva fase d'instrucció el comandament de la brigada va recaure en el tinent coronel d'infanteria Ernesto Morazo Monje, substituït a mitjan abril pel comandant d'infanteria Antonio Cano Chacón. La 114a BM va ser assignada a la 38a Divisió del VII Cos d'Exèrcit. Va estar prevista la seva participació en l'anomenat pla «P», com a força de reserva, si bé l'operació no es duria a terme.
Durant la resta de l'any la unitat va estar desplegada al front d'Extremadura, sense prendre part en accions de rellevància. El mes d'octubre va passar a quedar assignada a la 63a Divisió del VIII Cos d'Exèrcit, unitat amb la qual va intervenir en una contraofensiva republicana en les Serres de la Noria i del Perú; les forces franquistes, comandades pel general Queipo de Llano, havien emprès un atac que buscava allunyar l'artilleria republicana de la zona minera de Peñarroya. La forta resistència republicana va aconseguir frustrar la temptativa franquista i tres dies d'haver-se iniciat aquesta, Queipo de Llano va suspendre l'atac.
Al començament de 1938, trobant-se agregada a la 19a Divisió, la brigada va ser enviada al front de Terol com a reforç de les forces republicanes que combatien en aquesta zona. Allí va llançar un contraatac contra l'alt de «La Toranca», que va aconseguir conquistar, si bé hauria d'abandonar aquesta posició a causa de l'acció de l'aviació franquista.
Després de la seva estada en la zona de Terol va tornar al capdavant d'Extremadura. Cap a juliol de 1938 la 114a BM cobria l'extrem sud del front, en la confluència dels rius Yeguas i Guadalquivir, com a força d'enllaç entre l'Exèrcit d'Extremadura i l'Exèrcit d'Andalusia; no va arribar a participar en els combats de la bossa de Mèrida. Tampoc intervindria en la batalla de Peñarroya-Valsequillo, el gener de 1939, per trobar-se allunyada de la zona d'operacions.
A la fi de març de 1939, coinciendo amb el final de la guerra, la 114a BM es va rendir a Pozoblanco a les forces franquistes.

## Comandaments
Comandants
- Tinent coronel d'infanteria Ernesto Morazo Monje;
- Comandant d'infanteria Antonio Cano Chacón;[4][5]
- Major de milícies Fernando Cores Valdés;
- Major de milícies Isidro Batideras Fueyo;
- Major de milícies Francisco Navarrete Mendieta;

Caps d'Estat Major
- capità d'infanteria Asensio Antonio Zandalinas Pla;
- capità d'infanteria Domingo Asensio Arturo;
- capità d'infanteria Antonio Botella López;

Comissaris
- Luis Canales Carvajal, del PSUC;
- Juan Montalvo Gordillo,[6] del PCE;